# Great Wyrley
Great Wyrley är en ort och civil parish i Storbritannien.   Den ligger i grevskapet Staffordshire och riksdelen England, i den södra delen av landet, 180 km nordväst om huvudstaden London. Great Wyrley ligger 135 meter över havet och antalet invånare är 19 193.
Terrängen runt Great Wyrley är platt. Runt Great Wyrley är det mycket tätbefolkat, med 1 956 invånare per kvadratkilometer. Närmaste större samhälle är Wolverhampton, 11,4 km sydväst om Great Wyrley. Trakten runt Great Wyrley består till största delen av jordbruksmark.